# Moord op Lieve Desmet
De moord op Lieve Desmet is een Belgische cold case. Het betreft de moord op een dertienjarig meisje, dat op 29 juli 1984 dood werd teruggevonden in een weiland tussen Kanegem en Aarsele. Omdat er naast haar lichaam een rode roos was neergelegd, wordt er ook wel gesproken over de 'moordenaar met de roos'.

## Achtergrond

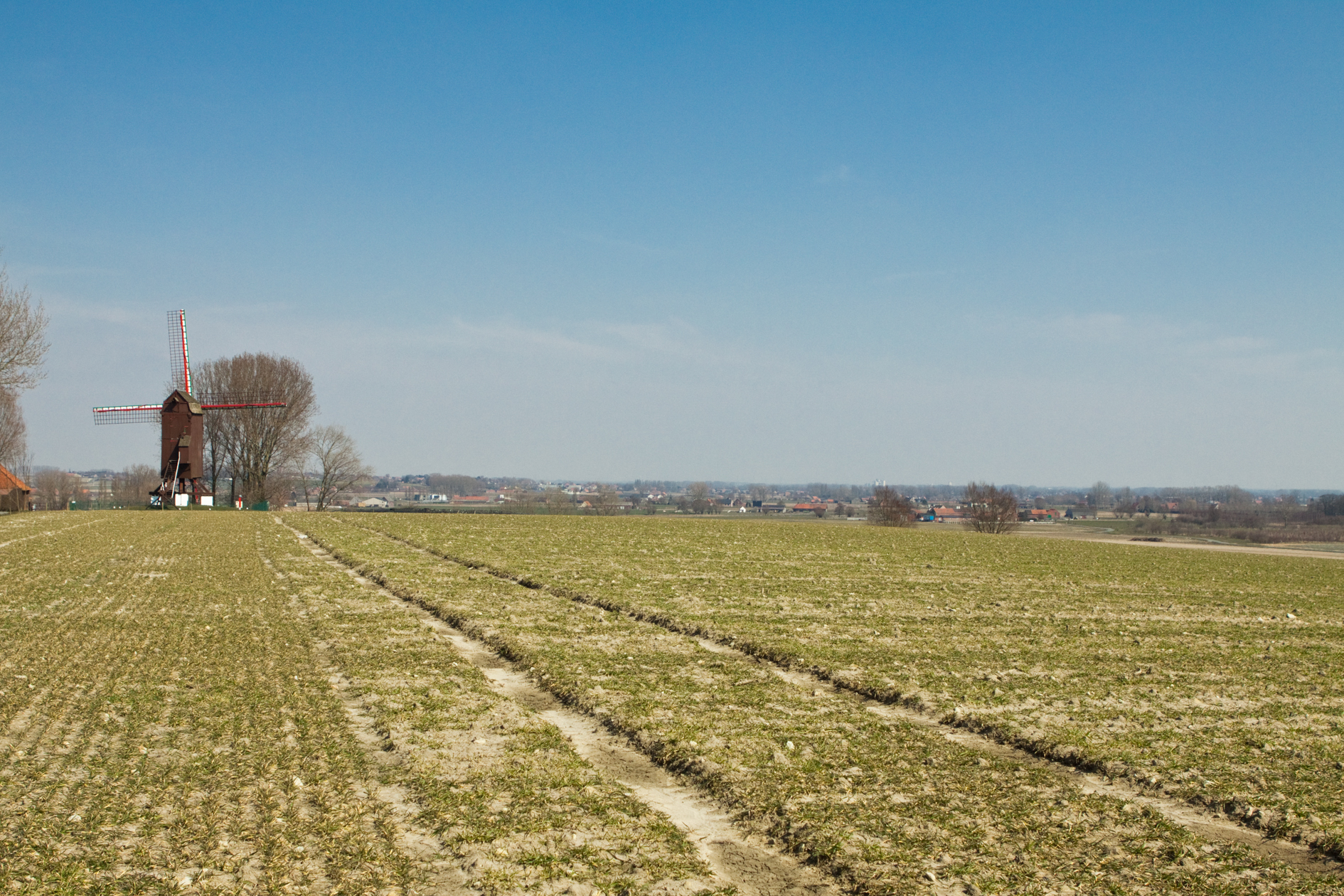
Poelbergmolen in Dentergem. In deze omgeving werden de fiets en boekentas van Lieve Desmet teruggevonden.

Lieve Desmet was afkomstig uit Dentergem, West-Vlaanderen. Ze had een oudere broer en twee zussen.
Op maandag 7 mei 1984 verliet ze rond tien over vier haar school, het Instituut van de Zusters der Heilige Familie in Tielt, waarna ze begon aan de weg naar huis in Dentergem. Een deel van deze route van ongeveer tien kilometer liep door landelijk gebied. Desmet is nooit thuis aangekomen.
De oudere zus van Desmet zat op dezelfde school, maar zij was op een later moment vertrokken. Ze vond het om die reden ook vreemd dat zij eerder thuis was gearriveerd. Ze lichtte haar moeder in die vervolgens haar vader contacteerde. Er werd kort daarna een zoekactie naar Desmet gestart.
Een boerenzoon vond haar boekentas en fiets terug in de Marialoopstraat in Tielt, een straat die op haar route naar huis lag, in de buurt van de Poelbergmolen. De jongen had de fiets zien liggen op de oprit van een akker en vond het vreemd dat de boekentas nog op de bagagedrager van de fiets zat gebonden. Vanuit zijn raam hield hij de fiets in de gaten, in de veronderstelling dat deze door iemand opgehaald zou worden. Nadat de fiets enkele uren onaangeroerd op het veld had gelegen, keek de jongen samen met zijn zus in de boekentas. Daar vonden zij een agenda met de naam van Lieve Desmet erop. Zijn zus kende Desmet en ging naar haar huis. Haar ouders kwamen naar de plek waar de fiets gevonden was, en met ongeveer zeven personen werd er naar Desmet gezocht.
Toen de ouders van Desmet de politie wilden inlichten, kregen zij te horen dat het geen haast had en dat hun dochter vanzelf zou opduiken. Het was niet de gewoonte van Desmet om weg te blijven zonder iets te laten weten. Rond tien uur 's avonds raakte ook de politie betrokken bij de zoekactie. Zij rukten uit met meerdere politiecombi's en een helikopter.

## Zoektocht
Ooggetuigen zeiden in de buurt van het weiland waar haar fiets werd gevonden een witte auto te hebben gezien. Uit de auto was een man gestapt die over de velden keek met een verrekijker, maar snel vertrok toen getuigen in de buurt kwamen. Kort na de verdwijning werd door een rijkswachter een doek gevonden met spermavlekken. Enkele dagen na haar verdwijning ontving de familie een anonieme brief waarin 1 miljoen Belgische frank werd geëist. De familie zou het losgeld moeten achterlaten op het kerkhof van Tielt in ruil voor de vrijlating van Desmet. Het kerkhof werd in de dagen daarna nauwlettend in de gaten gehouden door de rijkswacht, maar er kwam niemand opdagen.
Tijdens het onderzoek werden meerdere mannen opgepakt, waaronder een gymleraar die in de omgeving fietste en twee jongens die rondreden in een witte Volkswagen. Van alle leerkrachten van de school waar Desmet zat werden DNA-stalen afgenomen.

## Onderzoek
Op zondag 29 juli 1984, ruim twee maanden na Lieve Desmets verdwijning, werd haar lichaam gevonden in een gerstveld aan de Oude Gentweg tussen Kanegem en Aarsele. Deze plek lag op enkele kilometers van de locatie waar haar fiets was aangetroffen. Het lichaam werd per toeval ontdekt door een man die het veld aan het maaien was.
Ze was gedeeltelijk ontkleed en had een touw rond haar nek. Haar bril en sandalen waren niet op de plaats delict aanwezig en naast haar lichaam lag een rode roos. Het lichaam werd niet ver van de openbare weg aangetroffen. Doordat het gerst drie maanden eerder nog niet erg hoog stond, ontstond het vermoeden dat het lichaam er op een later moment was neergelegd. Uit onderzoek op het lichaam kwam naar voren dat Desmet met een touw was gewurgd. Doordat het lichaam in verre staat van ontbinding verkeerde, was het niet mogelijk om definitief te concluderen of er sprake was geweest van seksueel misbruik.

## Dader
Van de dader werd door de Federale Politie een daderprofiel opgesteld. Het zou gaan om iemand die duidelijk een band had met de streek, wat erop wijst dat hij de omgeving goed kende. Hij nam een betrekkelijk groot risico door de daad overdag en op een vrij open terrein te plegen, wat aangeeft dat hij mogelijk weinig besef had van de gevolgen. Er bleek geen empathie te zijn voor het slachtoffer, wat zou kunnen wijzen op een gebrek aan medeleven of een verstoord moreel kompas. Alcoholgebruik vóór de feiten is mogelijk, wat een invloed kan hebben gehad op zijn gedrag. Daarnaast kunnen andere stressfactoren, zoals relationele of financiële problemen, een rol hebben gespeeld in zijn handelen. 
Het lijkt erop dat de dader impulsief handelde, misschien uit opportunisme, en dat zijn daden gedreven werden door eigenbelang en de bevrediging van persoonlijke behoeften. Het is waarschijnlijk dat de dader in het verleden al handelingen van seksuele aard heeft gepleegd, wat zijn gedrag in deze situatie zou kunnen verklaren. Hij zou een zonderling kunnen zijn, iemand die zich in het algemeen anders gedraagt of zich niet aan sociale normen houdt. Na de feiten zou zijn gedrag veranderd kunnen zijn, met mogelijk meer alcoholgebruik of een opvliegend karakter, waarbij hij bijvoorbeeld vragen stelde over het slachtoffer in een poging om meer informatie te verkrijgen.

### Hoofdverdachte

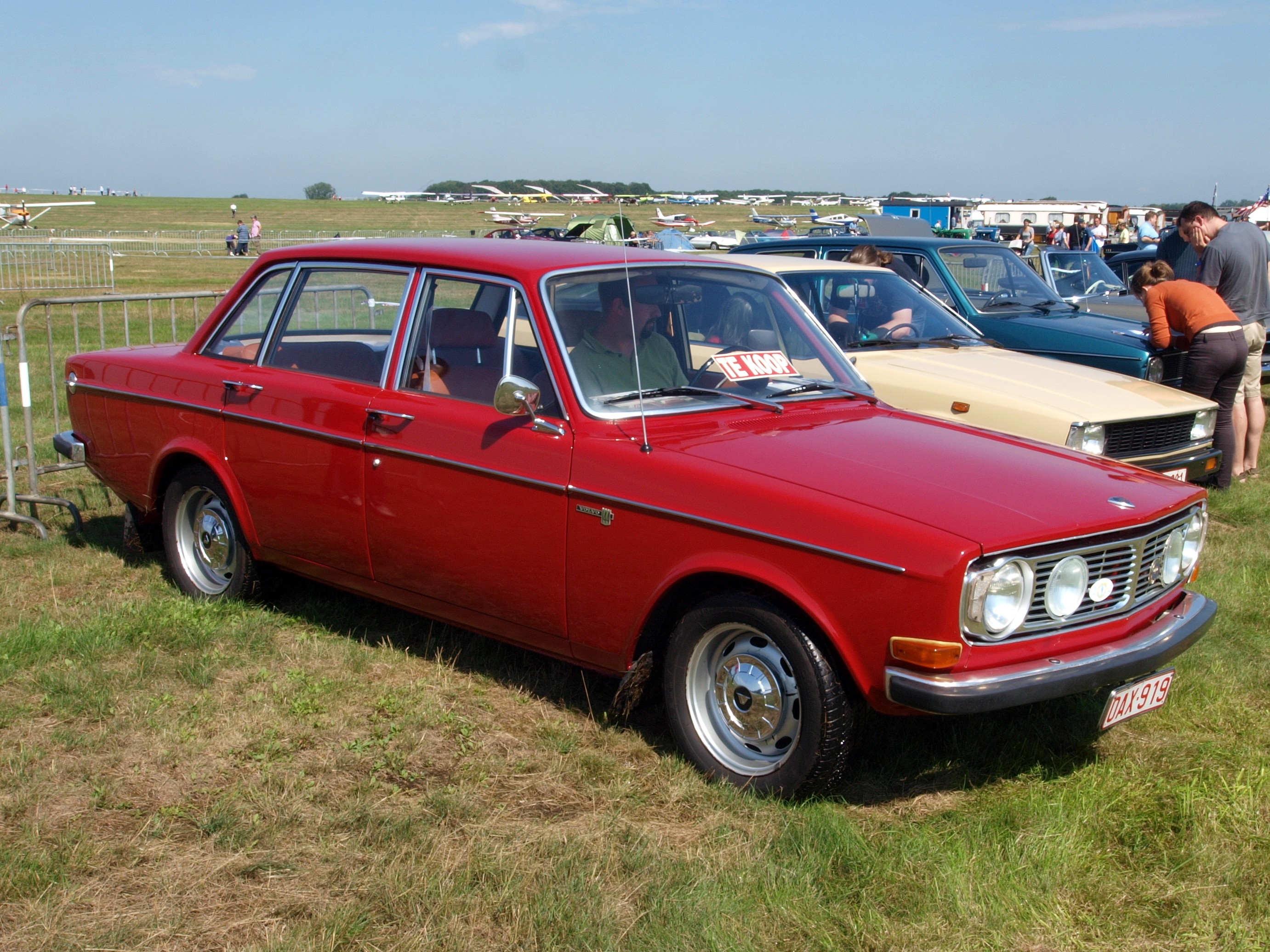
Een Volvo 144, het type auto dat Vande Veire bezat.

In de zaak kwam een hoofdverdachte in beeld: Gustaaf (Staf) Vande Veire uit Tielt. Hij was vrachtwagenchauffeur en had samen met zijn echtgenote een café in de Driesstraat, een straat waar Desmet op de dag van haar verdwijning doorheen was gefietst. Hij was door de politie al eens ondervraagd en zij hadden voor 15 september 1984 een nieuw verhoor met hem ingepland. Enkele dagen hiervoor nam hij 5000 Belgische frank op bij de bank en vertrok zonder enige uitleg. Op 28 september 1984 werd het inschrijvingsbewijs van zijn bruinrode Volvo 144 teruggevonden in het kanaal Roeselare-Leie. In 2009 werd tevens een Volvo 144 in dat kanaal gevonden. Het is onduidelijk of dit de auto is van Vande Veire, omdat het chassisnummer mist. Vande Veire is sinds 1984 spoorloos. Kennissen zeggen dat hij mogelijk naar Portugal is vertrokken, maar hiervoor bestaan geen concrete bewijzen.
In 1994 werd zijn zoon opgepakt. Aanvankelijk had hij bekend de anonieme brief te hebben geschreven naar de familie van Lieve Desmet, waarin hij zijn vader als dader aanwees. Later trok hij deze bekentenis echter in. Na enkele weken werd hij weer vrijgelaten. Het onderzoek liep uiteindelijk vast.

## Laatste pogingen
In 2009 werden 10.000 folders in de omgeving van Tielt en Dentergem verspreid, in de hoop dat er nieuwe tips of aanwijzingen naar voren zouden komen. Datzelfde jaar kreeg de zaak aandacht in het televisieprogramma Telefacts. Naar aanleiding hiervan kwamen tientallen tips binnen.
In 2011 werden twee personen middels een anonieme brief aangewezen, maar deze werden na verhoor weer vrijgelaten. Op 7 mei 2014, dertig jaar na de feiten, raakte de zaak verjaard en werd het dossier door de onderzoeksrechter in Kortrijk gesloten.